# Аблай-Гирей
Аблай-Гирей (также: Аблай, Абылай, Аблайгирим) — сибирский хан (с 1628 по 1631) или царевич, сын Ишима, внук сибирского хана Кучума.

## Биография
В начале 1630-х годов в союзе с калмыками совершал нападения на русские города и селения Западной Сибири и Южного Урала. В 1635 году совершил нападение на Уфу вместе со своим братом Таваккулем, но был разбит в 18 километрах от города, взят в плен отрядом Фёдора Каловского и увезён в Москву. Содержался в плену в Белоозере. В 1645 году крестился в православие под именем Василий Ишимиович. Умер в Москве в 1649 году.

## Историческая путаница
Известный краевед П. И. Рычков следующим образом описал нападение на Уфу Кучумовичей:

Из таких неприятельских на них (на Уфу и на башкир, находящихся близ неё) нападений знатнейший приступ был под оной город сибирских царевичей Аблая и Тевкеля, с которыми высланные из Уфы служилые люди за рекою Уфою, от города верстах в пятнадцати имели жестокий бой, где с обеих сторон разбиты; царевичей же атаковали в одном лесу (который здесь называется Аблаевым), где они десять дней в осаде сидели, а потом взяты в плен и отвезены в Москву. За оную службу уфимцы жалованы были золотыми деньгами и что кому дано в особую книгу записано, которая книга поныне в Уфимской провинциальной канцелярии имеется и называется золотою

Но Рычков не указал год сражения Р. Г. Игнатьев отнёс это знаменитое сражение к 1574 году, то есть к моменту первоначального основания Уфы («Чёртово городище» в окрестностях Уфы). Эта ошибка была повторена во многих справочниках и изданиях, например в «Славянской энциклопедии». Причём, в данном случае Аблай указан как потомок Арапши, сын Ядигар-хана и отец Хасан-Кули-хана., несмотря на то, что качестве имён этого исторического персонажа упоминаются лишь Абай, Абулек, Аблак., а сам он умер в 1486 году.
Однако А. Ница и В. А. Новиков указали, что нападение произошло в 1634-35 годах. Подробно об этой путанице рассказал А. Н. Усманов.